# Salvins inezia
De Salvins inezia (Inezia caudata) is een zangvogel uit de familie Tyrannidae (tirannen). De Nederlandse naam verwijst naar de Engelse zoöloog Osbert Salvin die deze vogel in 1897 geldig heeft beschreven. 

## Verspreiding en leefgebied
Deze soort komt voor in het noorden van Zuid-Amerika en telt twee ondersoorten:
- I. c. intermedia: noordelijk Colombia en noordelijk Venezuela.
- I. c. caudata: centraal Venezuela, de Guyana's en het uiterste noorden van Brazilië.

## Status
De grootte van de populatie is niet gekwantificeerd maar de soort wordt omschreven als vrij algemeen tot algemeen, met name op de llanos van Venezuela. Op de Rode lijst van de IUCN heeft deze soort de status niet bedreigd.